# Кузнецово (деревня, Талдомский городской округ)
Кузнецово — деревня в Талдомском районе Московской области России. Входит в состав сельского поселения Квашёнковское. Население — 11 чел. (2010).

## География
Расположена на севере Московской области, в северной части Талдомского района, примерно в 24 км к северо-востоку от центра города Талдома, в 0,5 км к юго-востоку от озера Кузнецовского. Ближайшие населённые пункты — деревни Полутьево, Глебово и Юрино.
В Талдомском районе есть ещё одна деревня с таким же названием, она находится в 32,5 км к юго-западу и относится к сельскому поселению Темповое.

## Население
| 1859 | 1888 | 1926 | 2002 | 2006 | 2010 |
| ---- | ---- | ---- | ---- | ---- | ---- |
| 142  | ↗222 | ↘146 | ↘3   | ↘2   | ↗11  |

## История
В «Списке населённых мест» 1862 года Озерская — казённая деревня 2-го стана Калязинского уезда Тверской губернии между Дмитровским и Углицко-Московским трактами, в 33 верстах от уездного города, при колодце, с 19 дворами и 142 жителями (66 мужчин, 76 женщин).
По данным 1888 года входила в состав Озерской волости Калязинского уезда, проживало 38 семей общим числом 222 человека (100 мужчин, 122 женщины).
Постановлением президиума ВЦИК от 15 августа 1921 года Озерская волость была включена в состав Ленинского уезда Московской губернии.
По материалам Всесоюзной переписи населения 1926 года — деревня Глебовского сельского совета Озерской волости Ленинского уезда, проживало 146 жителей (56 мужчин, 90 женщин), насчитывалось 44 хозяйства, среди которых 38 крестьянских.
С 1929 года — населённый пункт в составе Ленинского района Кимрского округа Московской области.
Постановлением ЦИК и СНК от 23 июля 1930 года округа́ как административно-территориальные единицы были ликвидированы. Постановлением Президиума ВЦИК от 27 декабря 1930 года городу Ленинску было возвращено историческое наименование Талдом, а район был переименован в Талдомский.
В 1954 году Глебовский сельсовет был упразднён, его территория передана Озерскому сельсовету.
1963—1965 гг. — Кузнецово в составе Дмитровского укрупнённого сельского района.
В 1973 году административный центр Озерского сельсовета был перенесён в деревню Кошелёво, а сельсовет переименован в Кошелёвский.
В 1994 году Московской областной думой было утверждено положение о местном самоуправлении в Московской области, сельские советы как административно-территориальные единицы были преобразованы в сельские округа.
1994—2004 гг. — деревня Кошелёвского сельского округа Талдомского района.
Постановлением Губернатора Московской области от 3 июня 2004 года № 106-ПГ Кошелёвский сельский округ был объединён с Ермолинским и Николо-Кропоткинским сельскими округами в единый Ермолинский сельский округ.
2004—2006 гг. — деревня Ермолинского сельского округа Талдомского района.
2006—2009 гг. — деревня сельского поселения Ермолинское.
В 2009 году деревня Кузнецово вошла в состав сельского поселения Квашёнковское Талдомского муниципального района Московской области, образованного путём выделения из состава сельского поселения Ермолинское.